# 宝石电子
石家庄宝石电子玻璃股份有限公司 （深交所：000413）是中国深圳证券交易所的一家上市公司，主营业务范围为电子业。
2011年，该公司主营业务收入为104425459.95元，公司净利润为11850352.65元，公司总资产为374112091.30元。